# 張鵬 (弘治進士)
張鵬（1482年—1524年），字起溟，號寄菴，四川嘉定州洪雅縣人，明朝政治人物。

## 生平
弘治十四年（1501年）辛酉科四川鄉試第四名舉人，十八年（1505年）中式乙丑科會試第二十名，三甲第九十四名進士。授徽州府推官，忤劉瑾。劉瑾敗，改河南道御史，巡視兩淮，忤中官，稱病家居。又起用，巡按山西等地。嘉靖元年（1522年），因論大臣謫福建漳州府知府。三年（1524年）卒。

## 著作
有《北還集》、《西巡稿》。

## 家族
曾祖張信；祖父張□；父張□。母趙氏。具慶下。